# Maria Dickons
Maria Dickons (Londres, 1778 - Londres, 4 de maig del 1833) fou el nom artístic d'una cantant anglesa, el verdader nom de la qual era Martha Frances Caroline Poole.
Al sis anys tocava al piano els concerts de Händel amb molta precisió. Algun temps després començà estudiar el cant sota la direcció de Rauzzini, establert en aquell temps a Bath, i debutà als tretze anys en els concerts del Vauxhall, dels que passà poc temps després als del Hannover Square. Contractada per l'empresa del Covent Garden, debutà amb extraordinari èxit, i ben aviat adquirí fama. Contractada pel teatre del Rei, aconseguí gloriosos triomfs, que foren encara més sonats en no estar llavors en el teatre la cèlebre Elizabeth Billington. Cantà Les noces de Fígaro, que fou una de les seves millors creacions, i després va recórrer diverses ciutats angleses, de les quals després s'establí al teatre dels italians de París, i d'allà a Itàlia on, especialment a Venècia, aconseguí grans triomfs. Una terrible malaltia (càncer de mama) la obligà a retirar-se de l'escena i morí a Londres.